# Pilaria brooksi
Pilaria brooksi är en tvåvingeart som beskrevs av Alexander 1953. Pilaria brooksi ingår i släktet Pilaria och familjen småharkrankar. Inga underarter finns listade i Catalogue of Life.